# فيليب دبليو. كوك
فيليب دبليو. كوك (بالإنجليزية: Philip W. Cook)‏ هو صحفي أمريكي، ولد في القرن العشرين.